# Sympistis buto
Sympistis buto là một loài bướm đêm thuộc họ Noctuidae. Nó được tìm thấy ở ở Bắc Mỹ, bao gồm California.
Sải cánh dài khoảng 33 mm.